# Skolen for livet!
|  | Denne artikel er oprettet af botten Steenthbot ud fra en ekstern database. Den kan derfor have sproglige fejl eller mangler. Denne skabelon kan fjernes efter kontrol af indholdet. |

Skolen for livet! er en dansk dokumentarfilm fra 1978 instrueret af Kristen Bjørnkjær og Annelise Alexandrovitsch efter deres manuskript.

## Handling
Forældre er enige om, at børnene SKAL lære noget. Filmen skildrer dernæst 3 muligheder: Den gammeldags, en mere moderne form med vekselvirkning mellem skole og samfundsliv og endelig i en drømmesekvens, lærerens forskrækkede vision: Hvis han virkelig skulle lære børnene kun det, de netop skal bruge for at klare sig.